# Olaus Nicolai Marelander
Olaus Nicolai Marelander, död 1672 i Säby församling, Jönköpings län, var en svensk präst.

## Biografi
Olaus Marelander var son till kyrkoherden i Marbäcks församling. Han blev 1640 informator vid hovet för pagerna. År 1647 blev han kyrkoherde i Säby församling och prästvigdes 1648. Han blev 1648 kontraktsprost i Norra Vedbo kontrakt. Marelander avled 1672 i Säby församling.

### Familj
Marelander var gift med Sara Osengia.